# Società Sportiva Calcio Bari
O Società Sportiva Calcio Bari, ou mais conhecido simplesmente como Bari, é um clube de futebol da Itália, com sede na cidade de Bari. Foi fundado originalmente em 15 de janeiro de 1908 com o nome de Foot-Ball Club Bari. 
Mais tarde, em 1928, o clube foi refundado com o nome de Unione Sportiva Bari e, em 1945, rebatizado para Associazione Sportiva Bari, desta vez em decorrência da incorporação dos clubes Bari Liberty e Ideal. Em 2014, o AS Bari declarou falência e um consórcio liderado pelo ex-árbitro Gianluca Paparesta adquiriu o clube e rebatizou-o FC Bari 1908. Em 2016, o clube passou para as mãos do empresário Cosmo Antonio Giancaspro, que adquiriu a maioria das acções do clube, derrotando o antigo presidente e ex-árbitro Gianluca Paparesta. 
Giancaspro manteve-se à frente do clube até ao final da época 2017-2018. No final da temporada, o Bari decretou falência, fruto das dívidas acumuladas, no valor de 18 milhões de euros. O clube não conseguiu pagar a inscrição na Série B, no valor de 3 milhões de euros, sendo rebaixado à quarta divisão (Série D) e para os campeonatos não-profissionais.
Entre vários candidatos e consórcios de empresários, Aurelio de Laurentis foi o escolhido pelo prefeito de Bari, Antonio Decaro, para obter o título desportivo para a cidade. O atual presidente do Napoli, prometeu um projeto ambicioso para o Bari, no qual pretende colocar o clube, o mais rapidamente possível, de volta à elite do futebol italiano (Série A). Aurelio De Laurentis entregou os destinos do clube, ao seu filho Luigi de Laurentis.
As suas cores tradicionais são vermelho e branco. Manda suas partidas para o Estádio San Nicola, um dos maiores da Itália, cuja capacidade é para 58 270 espectadores. Atualmente, o clube disputa a Serie C do Campeonato Italiano.
O Bari disputou 30 temporadas na Série A, sendo a terceira equipe da região Sul da Itália com maior número de participações na divisão principal do futebol italiano - atrás somente do Napoli e do Cagliari.

## História
Durante 1927, o clube de futebol original que representava a cidade foi incorporado numa equipa chamada Liberty Bari, um ano após este, um novo clube foi incorporado também, desta vez como US Ideale; portanto, a data de fundação, por vezes data de 1928.
Estatisticamente Bari é o clube mais bem sucedido da região de Apúlia, no somatório de todas as temporadas disputadas na Serie A. O Bari está entre a elite no sul do futebol italiano e estão classificados em 17º  lugar na tabela geral de presenças na Serie A. Notavelmente ganharam a Copa Mitropa em 1990. O Bari também detinha o recorde de transferências do futebol britânico, quando pagou £ 5.500.000 por David Platt, em 1991. Foi a transferência mais cara paga por um clube estrangeiro por um jogador britânico, durante quatro anos.
Uma das realizações mais notáveis na história do clube foi na temporada de 1996, quando Igor Protti tornou-se o maior artilheiro da Serie A com 24 golos. O clube é conhecido no mundo do futebol pela formação de Antonio Cassano, que nasceu em Bari, ele que brilhou no clube enquanto jovem.

### A Fundação
Foot-Ball Club Bari foi fundada na cidade de Bari em 15 de janeiro de 1908. Como a maioria dos primeiros clubes de futebol italianos, os estrangeiros estavam envolvidos na fundação do clube. Entre os principais fundadores estavam o alemão Floriano Ludwig, o suíço Gustavo Kuhn e o comerciante natural de Bari chamado Giovanni Tiberini.
Os primeiros jogadores incluíram muitos não-italianos, os originais do FBC Bari incluíam: Ludwig (fundador), junto com Barther (Inglês), Bach (suíço), Attoma, Roth (suíço), Labourdette (espanhol), Jovinet (francês), Giordano, Gazagne (francês), Randi e Ziegler. Originalmente, o clube usava camisas vermelhas com calções brancos. Logo no início da existência, jogaram contra marinheiros ingleses no campo de San Lorenzo, na área de San Pasquale de Bari.
Embora o clube tenha sido fundado muito cedo, os clubes do Mezzogiorno não foram muito bem representados nos primeiros campeonatos de futebol italiano e, assim o Bari não participou nas primeiras temporadas. Na verdade só a Campania tinha uma secção regional na liga a partir dessa área, antes da Primeira Guerra Mundial. A guerra iria ver o clube de origem extinguir-se, antes de ser reorganizado sob o mesmo nome.
Nessa altura, outros clubes da cidade tinham começado a jogar também, inclusive o Foot-Ball Club Liberty, que originalmente usava listras azuis e brancas, que foram fundados como um clube dissidente do Bari original em 1909 e os seus rivais Unione Sportiva Ideale, que usava listras verdes e pretos. Na verdade, foi o FBC Liberty que se tornou a primeira equipa de sempre da Província de Bari a participar no Campeonato de Futebol italiano. Isso aconteceu durante a temporada 1921-1922 CCI, quando os principais clubes do país jogavam fora do controlo da FIGC.
Na temporada seguinte, o US Ideale tornou-se a primeira equipa de Bari a avançar para as meias-finais do sudeste italiano, mas perdeu para a Lazio. Todos os três clubes de Bari disputaram o campeonato italiano de 1924-1925 pela primeira vez. No entanto, o FBC Bari foi despromovido, por sua vez, o FC Liberty chegou às meias-finais do Sul, antes de perder fora e de forma pesada frente ao Alba Roma.

### Unione Sportiva Bari
Uma série de fusões dos vários clubes ocorreu na cidade ao longo de dois anos, o que criou um clube unido para representar a cidade de Bari. A primeira fusão ocorreu entre o FBC Bari e o FBC Liberty, eles optaram por manter o nome de Bari. O nome foi usado pela primeira vez a 6 de Fevereiro 1927, numa partida contra o Audace Taranto.
Todo o futebol italiano estava a mudar durante este período, começando a tornar-se mais organizado. Fusões semelhantes estavam a ocorrer em Nápoles, Florença e Roma na mesma altura. A segunda parte da fusão do Bari foi concretizada a 27 de fevereiro 1928, quando o FBC Bari se fundiu com o US Ideale, criando o Unione Sportiva Bari. As originais camisas do US Bari incorporaram as listras do US Ideale e as cores vermelha e branca do FBC Bari.
Após o Campeonato Italiano de 1928-29, o sistema da liga foi reorganizado e o Bari foi colocado na Série B. Um dos seus jogadores foi chamado à selecção nacional de futebol pela primeira vez nessa temporada. O seu nome era Raffaele Costantino, isto fez com que o Bari fosse o primeiro clube de Série B a contribuir com um jogador e um artilheiro para a selecção nacional.

### Entre a Serie A e a Serie B
Os anos de 1930 a 1940 foram a idade de ouro do Bari, permanecendo grande parte desse tempo na Serie A. O sétimo lugar na classificação em 1947, foi a melhor posição alcançada pelo clube até hoje.
Na década de 1950, o Bari entrou num declínio acentuado e também num rápido renascimento no final da década, ao passar mais três anos na Serie A (1958-61). Estrelas da equipa neste período incluíam Biagio Catalano e Raúl Conti. O clube retornou à Serie A mais duas vezes nesse período (1963-1964 e 1969-1970), com a última prova especialmente angustiante com apenas 11 golos marcados, o menor registo de qualquer clube da primeira divisão. Em 1974 o Bari desceu para a Série C, terminando a temporada com apenas 12 golos marcados e 26 sofridos em 38 jogos.

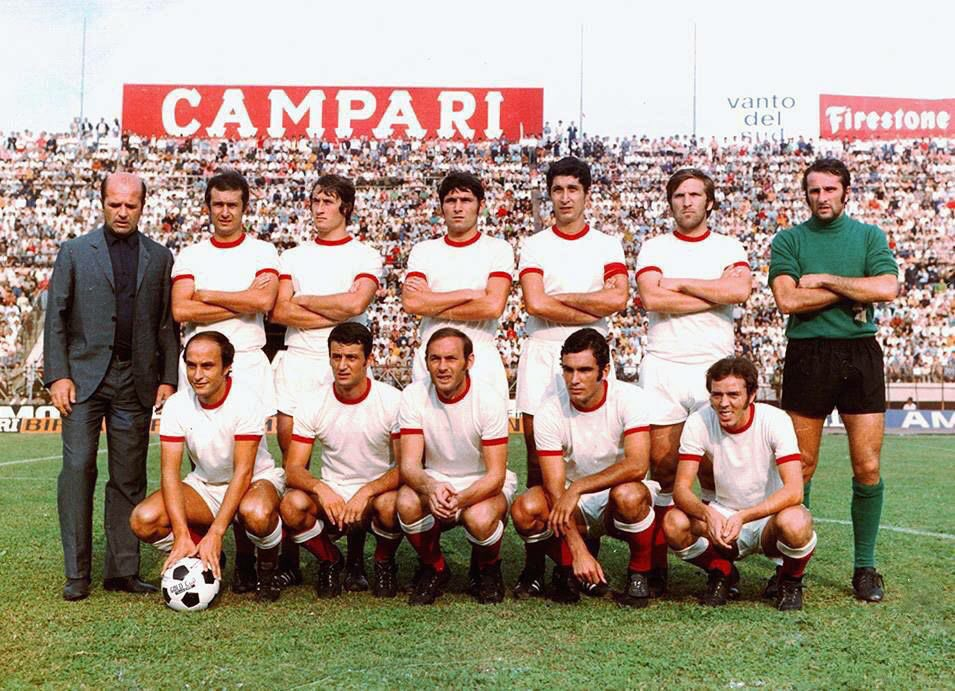
Bari 1970-1971

No final da década de 1970, o Bari estava de volta à Série B, numa espécie de espiral crescente, perdendo a promoção à Serie A em 1982. Conseguiu novamente a promoção à Serie A em 1985 e adquiriu jogadores ingleses como Gordon Cowans e Paul Rideout, mas eles não foram capazes de evitar nova descida à Série B. O Bari voltou à Série A em 1989, com estrelas como o fiel defensor Giovanni Loseto, o meia Pietro Maiellaro e o atacante brasileiro João Paulo. O clube acabou num respeitoso 10 º lugar em 1990, a sua última temporada no estádio Della Vittoria. Na temporada seguinte, o Bari passou a jogar no estádio San Nicola, construído para a Copa do Mundo de 1990. No entanto em 1992 e apesar de terem assinado com o craque inglês David Platt, foram novamente despromovidos.
A subida em 1994, originou uma estadia de mais dois anos na Série A e com Igor Protti sendo um marcador regular. Nova promoção ocorreu em 1997 e assistiu-se ao surgimento de jovens promissores como Nicola Ventola, Gianluca Zambrotta, Antonio Cassano e Diego De Ascentis. Desta vez, o Bari conseguiu uma permanência de quatro anos na Série A, sob a orientação de Eugenio Fascetti, apesar da sua relação difícil com muitas secções de apoio ao clube. O clube, desde então, teve um período quase permanente na Série B. No entanto, depois de ter estado perto do topo da tabela da Serie B em grande parte da temporada 2008-09, o Bari foi promovido à Série A a 8 de maio de 2009, sob a orientação de Antonio Conte. Em novembro de 2009, uma oferta de aquisição da empresa JMJ Holdings com sede no Texas foi rejeitada.
Com Leonardo Bonucci e Andrea Ranocchia como zagueiros e Barreto como atacante, o Bari teve um bom desempenho na primeira metade da temporada. O Bari terminou a temporada no 10 º lugar sob o comando de Giampiero Ventura. No entanto, as perdas do Bari de € 19 milhões no exercício de 2009, fez com que o Bari tivesse estado muito quieto no verão de 2010. Apenas Almirón e Ghezzal foram contratações significativas, além da compra de Barreto (após o empréstimo ter expirado e apesar do jogador ter tido uma lesão grave a meio da temporada). Na janela de transferências de janeiro de 2011, o Bari não conseguiu encontrar um substituto para Bonucci e Ranocchia. O Bari teve um património líquido negativo, devido à renda de TV ter aumentado, bem como a venda de Bonucci (um lucro de € 6.450.000). O Bari tinha um património líquido positivo de € 870.653 a 31 dezembro de 2010 e um lucro líquido de 14 milhões no ano de 2010, devido a receitas extraordinárias com a venda da marca.
O Bari foi novamente despromovido para a Série B após a temporada de 2010-2011, terminando a 14 pontos do 17º classificado, a Sampdoria. Durante a temporada, o treinador Giampiero Ventura foi substituído por Bortolo Mutti, numa tentativa fracassada de salvar o clube da despromoção. No dia 4 de março de 2011, o Bari jogou a sua partida nº 1000 na Serie A.

### O fim do reinado Matarrese
No dia 13 de junho de 2011, o presidente Vincenzo Matarrese e o resto do conselho de administração demitiu-se após 28 anos no controlo do clube. Vincenzo Torrente foi trazido para treinar a equipa, no verão de 2011 e grande parte do plantel foi dispensado devido a dificuldades financeiras do clube e substituído por jovens jogadores. Apesar dos seis e sete pontos de penalização nas duas temporadas seguintes, o Bari sob o comando de Torrente foi capaz de alcançar o meio da tabela na Serie B. No verão de 2013, Torrente pediu a demissão e foi substituído por Carmine Gautieri, que também pediu demissão depois de duas semanas. O cargo de treinador foi então atribuído a Roberto Alberti Mazzaferro.
A situação financeira do clube continuou a piorar e a família Mattarese reduziu a quantidade de dinheiro que colocou no clube. A dívida atingiu € 30 milhões em fevereiro de 2014. O clube teve a sua falência decretada a 10 de marco de 2014. O primeiro leilão de falência, a 18 de abril de 2014, foi declarada deserta devido à falta de uma proposta que atendesse a todos os critérios. O segundo leilão ocorreu a 12 de maio de 2014, onde também não foi possível encontrar um licitante vencedor. O clube estava em perigo real de desaparecer.

### A Era Paparesta

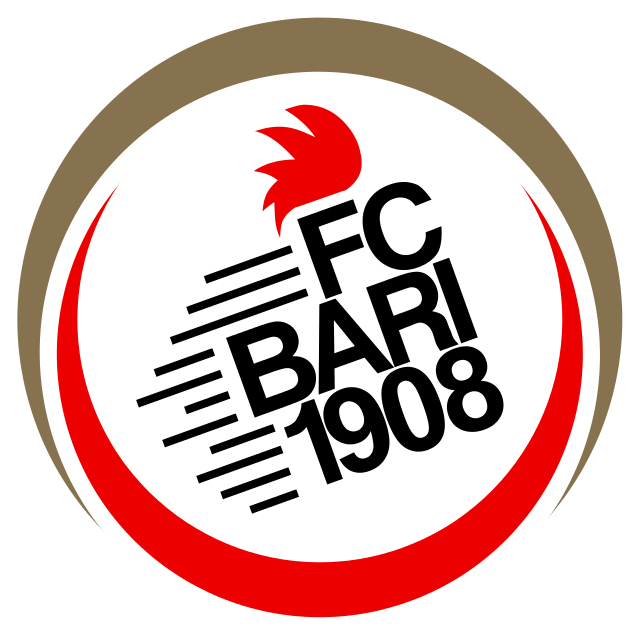
Escudo anterior do Football Club Bari, usado de 2014 a 2016 apenas

O terceiro leilão foi realizado em 20 de maio de 2014, com uma cotação de venda para o clube de apenas 2 milhões de euros. Um consórcio liderado pelo ex-árbitro internacional Gianluca Paparesta adquiriu com sucesso o clube por 4,3 milhões de euros e renomeou-o de FC Bari 1908. Depois da compra em asta pública, o Bari fez um forte final de temporada, onde o clube perdeu apenas dois dos seus últimos 15 jogos na Serie B, o que significou a qualificação para os playoffs 2013-14 da Serie B. O Bari defrontou o Crotone nos quartos de final e venceu por 3-0, de seguida disputou as meias-finais contra o Latina (o lado que terminou em 3 º na temporada regular). No entanto, o Bari acabou por ser eliminado nesta meia-final, depois de dois empates a duas bolas em casa e fora (o Latina qualificou-se devido ao 3º lugar na fase regular do campeonato). O Latina acabaria por perder a final de acesso à Serie A contra o Cesena. No jogo de playoff em casa contra o Latina, o Bari conseguiu uma assistência de mais de 50.000 pessoas, um feito incrível considerando que o clube registou uma participação de menos de 1000 adeptos, apenas alguns meses antes.
O desastre Giancaspro
Em 2016, o clube passou para as mãos do empresário Cosmo Antonio Giancaspro, que adquiriu a maioria das acções do clube, derrotando o antigo presidente e ex-árbitro Gianluca Paparesta. No entanto Giancaspro não conseguiu o objectivo de fazer regressar "os galos" à Serie A e isso custar-lhe ia caro. Giancaspro foi acumulando dívidas e a situação tornou-se insuportável e visível. A gota de água aconteceu quando a Federação Italiano puniu o clube com a perda de 2 pontos na tabela classificativa, em plena fase de decisão dos playoffs de subida à Série A. Isto custou ao clube a alteração do jogo com o Citttadella em casa, passar a ser jogado fora, sendo o Bari eliminado no prolongamento desse jogo. Após o final da temporada, o Bari decretou falência, fruto das dívidas acumuladas, no valor de 18 milhões de euros. O clube não conseguiu pagar a inscrição na temporada seguinte da Série B, no valor de 3 milhões de euros, sendo despromovido para a quarta divisão (Série D) e para os campeonatos não-profissionais. Giancaspro tentou ainda um recurso na Federação Italiana, contra a não inscrição do clube, mas este acabaria por ser recusado. O ex-presidente recusou-se a entregar as chaves das instalações do clube ao presidente da câmara de Bari, Antonio Decaro. A situação só se resolveu com a chegada dos novos donos, a família De Laurentis.
A esperança chamada De Laurentis
Aurelio de Laurentis foi o escolhido pelo presidente da câmara de Bari, Antonio Decaro para obter o título desportivo para a cidade. O actual presidente do Nápoles e dono da produtora de filmes Flimauro, prometeu um projecto ambicioso para o Bari.
De Laurentis  pretende o regresso, o mais rapidamente possível, do clube à elite do futebol italiano (Série A). O produtor de realizador de cinema, afirmou a sua vontade, de criar um verdadeiro pólo de clubes fortes no sul de Itália, juntando o Bari ao Nápoles, na tentativa de combater o domínio dos gigantes ricos do norte.
A experiência de De Laurentis poderá ser decisiva neste processo, visto que foi ele também, o responsável pela salvação e renascimento do Nápoles, quando o clube se agudizava na terceira divisão italiana (Série C). Hoje o Nápoles é um candidato na luta pelo título italiano e uma presença constante na Liga dos Campeões.

## A astronave
O estádio San Nicola foi construído entre 1987 e 1990 e projectado pelo arquitecto genovês Renzo Piano, que deu ao novo estádio o nome de uma nave pela sua estética moderna. O projecto inicial não previa a pista de atletismo, mas foi acrescentada a pedido do Comité Olímpico Nacional Italiano e dedicada ao padroeiro da cidade - San Nicola (São Nicolau). O estádio, cujo anel inicial é composto de 26 fileiras separadas para facilitar a capacidade de isolar uma ou mais áreas reservadas para o público anfitrião, tem uma capacidade de 58.270 lugares. O estádIo San Nicola veio substituir o velho Estádio Municipal (Stadio della Vittoria), além de que Bari foi nomeada uma das cidades-sede da Copa do Mundo de 1990. Havia cinco jogos programados para a Copa do Mundo, três do grupo B, os oitavos de final entre a Checoslováquia e a Costa Rica e o terceiro lugar final entre a Itália e a Inglaterra. O San Nicola também sediou a final da Liga dos Campeões de 1991, entre Estrela Vermelha de Belgrado e Olympique Marselha.

## Títulos
| Nacionais      | Nacionais        | Nacionais | Nacionais                           |
|                | Competição       | Títulos   | Temporadas                          |
| -------------- | ---------------- | --------- | ----------------------------------- |
|                | Serie B          | 3         | 1934-35, 1941-42 e 2008-09          |
| Itália         | Serie C          | 4         | 1954-55, 1966-67, 1976-77 e 2021-22 |
| Itália         | Scudetto Serie D | 1         | 1953-54                             |
| Internacionais |                  |           |                                     |
|                | Competição       | Títulos   | Temporadas                          |
|                | Mitropa Cup      | 1         | 1989-90                             |

## Uniformes
| 1º Uniforme | 2º Uniforme | 3º Uniforme | 4º Uniforme |

## Recordes individuais
| - 353 Jean François Gillet (2000-2003, 2004-2011) - 318 Giovanni Loseto (1982-1993) - 313 Mario Mazzoni (1953-1963) - 273 Giorgio De Trizio (1980-1989) - 262 Bruno Cicogna (1958-1968) - 251 Vittorio Spimi (1969-1976) - 251 Antonio Bellavista (1994-1996, 1996-1997, 2000-2008) - 236 Alessandro Carlini (1939-1943, 1945-1950) - 235 Aurelio Galli (1968-1976) - 230 Angelo Terracenere (1981-1983, 1985-1993) |

| - 70 Luigi Bretti (1950-1952) - 54 Mihály Vörös (1948-1953) - 52 Gionatha Spinesi (1998-2004) - 49 Biagio Catalano (1956-1965) - 47 Raffaele Costantino (1928-1930, 1935-1939) - 47 Francesco Caputo (2008-2009, 2010, 2011-2015) - 46 Igor Protti (1992-1996) - 44 Giuseppe Scategni (1929-1933) - 41 Lucio Mujesan (1966-1968, 1971-1972) - 41 Paulo Vitor Barreto (2008-2011) |

## Estatísticas
(Última atualização em 19 de Março de 2015)

### Participações noCampeonato Italiano
| Nível | Categoria           | Participações | Estreia                     | Última temporada            | Total |
| ----- | ------------------- | ------------- | --------------------------- | --------------------------- | ----- |
| 1º    | Prima Divisione     | 1             | Serie A 1924-25             | Serie A 1924-25             | 33    |
| 1º    | Divisione Nazionale | 2             | Serie A 1928-29             | 1945-1946                   | 33    |
| 1º    | Serie A             | 30            | Serie A 1931-32             | 2010-2011                   | 33    |
| 2º    | Seconda Categoria   | 1             | Seconda Categoria 1909-1910 | Seconda Categoria 1909-1910 | 46    |
| 2º    | Seconda Divisione   | 1             | Serie B 1923-1924           | Serie B 1923-1924           | 46    |
| 2º    | Prima Divisione     | 1             | Serie B 1927-1928           | Serie B 1927-1928           | 46    |
| 2º    | Serie B             | 43            | Serie B 1929-1930           | 2014-2015                   | 46    |
| 3º    | Serie C             | 7             | Serie C 1951-1952           | Serie C 1976-1977           | 8     |
| 3º    | Serie C1            | 1             | Serie C1 1983-1984          | Serie C1 1983-1984          | 8     |
| 4º    | IV Serie            | 2             | IV Serie 1952-1953          | IV Serie 1953-1954          | 2     |

### Participações naCopa da Itália
| Competição              | Participações | Estreia                        | Última temporada               | Total |
| ----------------------- | ------------- | ------------------------------ | ------------------------------ | ----- |
| Coppa Italia            | 59            | Coppa Italia 1935-1936         | Coppa Italia 2014-2015         | 63    |
| Coppa Italia di Serie C | 4             | Coppa Italia Serie C 1974-1975 | Coppa Italia Serie C 1983-1984 | 63    |

### Participações em competições internacionais
| Competição      | Participações | Estreia               | Última temporada      | Total |
| --------------- | ------------- | --------------------- | --------------------- | ----- |
| Copa delle Alpi | 1             | Coppa delle Alpi 1970 | Coppa delle Alpi 1970 | 2     |
| Copa Mitropa    | 1             | Coppa Mitropa 1990    | Coppa Mitropa 1990    | 2     |